# 26546 Arulmani
26546 Arulmani este un asteroid din centura principală de asteroizi.

## Descriere
26546 Arulmani este un asteroid din centura principală de asteroizi. A fost descoperit pe 29 februarie 2000 la Socorro, New Mexico, în cadrul proiectului LINEAR. Asteroidul prezintă o orbită caracterizată de o semiaxă mare de 2,91 ua, o excentricitate de 0,02 și o înclinație de 3,5° în raport cu ecliptica.